# Catharus aurantiirostris
El tordo pico de oro (Catharus aurantiirostris), también conocido como zorzal piquianaranjado o zorzalito piquigualda, es una especie de ave paseriforme de la familia Turdidae. Es nativo de Colombia, Costa Rica, El Salvador, Guatemala, Honduras, México, Nicaragua, Panamá, Trinidad y Tobago y Venezuela. Su hábitat natural incluye bosque tropical y subtropical, matorrales y humedales.

## Subespecies
Se distinguen las siguientes subespecies:
- Catharus aurantiirostris aurantiirostris
- Catharus aurantiirostris aenopennis
- Catharus aurantiirostris clarus
- Catharus aurantiirostris melpomene
- Catharus aurantiirostris bangsi
- Catharus aurantiirostris costaricensis
- Catharus aurantiirostris russatus
- Catharus aurantiirostris insignis
- Catharus aurantiirostris sierrae
- Catharus aurantiirostris inornatus
- Catharus aurantiirostris phaeopleurus
- Catharus aurantiirostris birchalli
- Catharus aurantiirostris barbaritoi
- Catharus aurantiirostris griseiceps